# Palfinger
Концерн PALFINGER AG (Австрия) — крупный производитель кранов-манипуляторов (гидроманипуляторов).

## История
В 1932 году Ричард Палфингер начал монтировать и продавать трейлеры и автоприцепы.
В 1959 году был построен первый кран Palfinger, в 1966 году началось их серийное производство. В течение 20 последовавших лет было разработано несколько десятков видов этого строительного оборудования.
В 2001 году у Palfinger совпали две значительные даты: 70-летний юбилей и выпуск стотысячного крана-манипулятора. В 2007 году концерн выпустил 16 000 единиц продукции, что составляет четверть мирового объёма производства манипуляторов. За свою 70-летнюю историю Palfinger запатентовал ряд технических новшеств, например систему активного подавления колебаний.

## Международная деятельность
Концерн Palfinger — мультинациональная группа компаний, штаб-квартира которой расположена в Зальцбурге (Австрия). В 2010-х годах группа совершает ряд приобретений профильных активов в других странах.

### В России
10 августа 2009 года совместно с международным холдингом «Группа КРАФТ ИНВЕСТ» учреждено совместное предприятие в Российской Федерации.
В 2011 году PALFINGER завершает сделку по приобретению ЗАО «ИНМАН» — крупнейшего производителя кранов-манипуляторов в России. Летом 2015 года состоялось торжественное открытие нового производственного корпуса АО «ИНМАН». Общий объем инвестиций в строительство и новое оборудование составил более 14 млн евро. Увеличение площади производства позволило заводу увеличить выпуск качественных кранов-манипуляторов до 2000 ед. в год.
В 2014 году PALFINGER завершает сделку по приобретению контрольного пакета акций российской группы компаний АО «Подъемные машины» и становится крупнейшим поставщиком гидроманипуляторов в России для лесного хозяйства и предприятий, работающих в сфере переработки вторичных материалов. В состав концерна вошли производственные площадки «Великолукский машиностроительный завод» и «Соломбальский машиностроительный завод». Таким образом у PALFINGER на территории России появилась одна из самых крупных структур концерна, которая получила название ПАЛФИНГЕР СНГ.
В 2014 году концерн PALFINGER и крупнейший российский производитель грузовых автомобилей КАМАЗ подписывают соглашение о намерении создать два совместных предприятия по производству гидроцилиндров и автомобильной спецтехники. Первое предприятие ООО «Палфингер Кама Цилиндры» с долей Palfinger в 51 % разместилась в Нефтекамске на площадке завода «Нефаз». Во втором предприятии «Кран центр КАМАЗ» доля Palfinger 49 %. Предприятие расположено в Набережных Челнах и занимается оснащением автомобилей грузоподъемной техникой.

### В Китае
В 2012 году совместное предприятие с SANY, крупнейшим производителем строительной техники в Китае. Кооперация между PALFINGER и SANY, переговоры по которой велись в течение нескольких месяцев, увеличила капитал PALFINGER AG. SANY приобретает 10 процентов акций концерна PALFINGER и становится вторым по величине акционером в группе. В свою очередь, PALFINGER инвестирует в приобретение 10 процентов акций корпорации SANY Automobile Hoisting Machinery Co., Ltd.
В начале года началось строительство завода в городе Рудонг (Жудун), недалеко от Шанхая. Построенные в рекордные сроки цеха производят подъемное оборудование для совместного предприятия SANY PALFINGER.

### Другие регионы
В 2011 году PALFINGER усиливает свое присутствие на рынке Южной Америки достигнув соглашения о приобретении компании Tercek, производителя электрических пассажирских подъемников под брендом Líbero.
С приобретением норвежской Bergen Group Dreggen AS, PALFINGER сделал еще одни большой шаг на пути увеличения своего присутствия на рынке морских кранов. Приобретение добавило в портфель PALFINGER решения для кораблестроительной отрасли, нефте- и газодобывающих отраслей.
PALFINGER подписала соглашение о приобретении 30 % акций компании HIDRO-GRUBERT, производителя подъемных платформ, шарнирных кранов и надстроек для грузовиков.
В 2015 году Для того чтобы сформировать комплексный портфель эффективных решений для морской отрасли, PALFINGER приобрел норвежскую компанию Deck Machinery AS, производителя специальных лебедок для морских судов и морской промышленности.
PALFINGER также создал совместное предприятие для американской ветроэнергетики. Новая компания FairWind Renewable Energy Services LLC специализируется на обслуживании ветровых энергетических установок.
В 2016 году PALFINGER приобрел контрольный пакет акций своего давнего дилера на Пиренейском полуострове компанию MYCSA и продолжила свой бизнес уже в шести локациях. Также Концерн PALFINGER приобрел предприятие HARDING, одного из ведущих поставщиков спасательного оборудования и услуг жизненного цикла для морских установок и судов. Это стало крупнейшим приобретением в истории для PALFINGER и позволило концерну удвоить объем морского бизнеса.

## Продукция
В настоящее время концерн Palfinger производит следующие виды строительной техники:
- шарнирно-сочлененные краны-манипуляторы Palfinger Crane, ИНМАН;
- тросовые краны-манипуляторы ИНМАН;
- гидроманипуляторы Palfinger Epsilon, VELMASH;
- навесное оборудование;
- железнодорожные краны-манипуляторы Palfinger;
- железнодорожные подъёмные площадки Palfinger;
- установки для инспекции мостов Palfinger;
- гидроборта Palfinger;
- пассажирские подъемники Palfinger;
- вилочные погрузчики Palfinger;
- крюковые погрузчики (мультилифты) Palfinger.

Грузоподъемное оборудование производства Palfinger удовлетворяют всем требованиям «Правил устройства и безопасной эксплуатации грузоподъёмных кранов—манипуляторов». ПБ 10-257-98». Оборудование производится в России, а также импортируется в Россию с неукоснительным соблюдением требований Законодательства РФ.